# Linda Montano
Linda Mary Montano (* 18. Januar 1942 in Saugerties, New York) ist eine US-amerikanische Performancekünstlerin. Sie ist insbesondere für ihre Kollaboration mit dem Performancekünstler Tehching Hsieh bekannt, mit dem sie von 1983 bis 1984 durch ein Seil verbunden war.

## Leben und Wirken
Montano wuchs als Tochter zweier Orchestermusiker in einem katholischen Haushalt auf. Die strenge Erziehung führte sie zu einem tiefen Glauben, der oftmals Teil ihrer Werke ist. Neben dem Katholizismus und seinen Bräuchen und Ritualen setzte sie sich zudem mit dem Zen-Buddhismus und der indischen Philosophie auseinander. In den 1960er-Jahren fing sie ein Studium der Bildhauerei am College of New Rochelle an, das sie nach einem Jahr abbrach und stattdessen den Maryknoll Sisters beitrat, einem Kloster von Missionsschwestern. Nach zwei Jahren erkrankte sie an einer starken Magersucht, nahm ihr Studium wieder auf und absolvierte einen Masterabschluss an der Villa Schifanoia in Florenz sowie anschließend einen M.F.A. an der University of Wisconsin.
Montano arbeitet seit den 1970er-Jahren im Bereich der Performancekunst und erforscht die Grenze zwischen Kunst und Leben. Ihre Arbeiten befassen sich mit feministischen, sexuellen und spirituellen Themen und umfassen Ausdauer, Rituale, meditative und spirituelle Praktiken. Ihre Performances sind oftmals abhängig von den Bedingungen ihres eigenen Körpers und können zwischen wenigen Stunden und mehreren Jahren dauern. Zu den frühen Performances zählen Arbeiten, in denen sie an andere Künstler gefesselt war (Handcuff, 1973) oder für drei Tage lang die Augen verbunden bekam (Three Day Blindfold, 1974). In der Performance Mitchell’s Death (1977) verarbeitete sie den Tod ihres Ex-Partners, der durch einen Schusswaffenunfall ums Leben kam, wobei sie ihre Geschichte und ihre Trauer in einer Art buddhistischem Gesang vortrug und sich dabei Akupunkturnadeln ins Gesicht stach. Die Arbeit wurde auf einem 22-minütigem Video festgehalten. Ab 1983 verbrachte sie ein Jahr lang mit Tehching Hsieh, wobei sie durchgängig durch ein Seil miteinander verbunden waren. Die Performance 14 Years of Living Art (1984–1998) basierte auf einer persönlichen Interpretation des yogischen Chakrensystems. Dabei trug sie jedes Jahr eine Farbe, die für das Chakra des jeweiligen Jahres stand und meditierte jeden Tag mindestens drei Stunden in einem Raum, der in der entsprechenden Farbe gestrichen war.  Ihre Arbeit Dad Art (1998–2005) handelte von der Vollzeitpflege ihres kranken Vaters.